# Oziaty
Oziaty (błr. Азяты; ros. Озяты, hist. Wereszczaki) – agromiasteczko na Białorusi, w rejonie żabineckim obwodu brzeskiego, około 14 km na południowy wschód od Żabinki, siedziba sielsowietu oraz parafii prawosławnej pw. św. Mikołaja Cudotwórcy.

## Historia
Miejscowa ludność nazywała tę wieś do II wojny światowej Wereszczaki, ponieważ było to gniazdo rodziny Wereszczaków co najmniej od XVIII wieku. Wcześniej (w XVI–XVIII wieku) wieś wielokrotnie przechodziła z rąk do rąk i podlegała podziałom. Pierwszym znanym właścicielem tych dóbr był Sidar Fiodorowicz Gajka, który uzyskał je przywilejem od króla Zygmunta Starego w 1516 roku.
Między XVI a XVIII wiekiem z klucza wydzielano również mniejsze części. I tak powstały:
- Oziaty Wielkie (królewskie), które były królewszczyzną do 1757 roku, kiedy to król August III przekazał te ziemie Wyganowskim. Po kilku zmianach właścicieli, w 1839 roku stały się własnością Szepietowskich, a w latach 70. XIX wieku – ponownie Wyganowskich. Była tu kaplica katolicka. Niewiele wiadomo o zabudowaniach folwarku poza tym, że dwór był rozebrany w czasie II wojny światowej, a zabudowania wykorzystane po 1939 roku na cele miejscowego kołchozu[4][5];
- Oziaty-Zasadniki zostały przekazane duchownym. Na ich terenie już w XVI wieku stała cerkiew św. Mikołaja fundacji Gajków. Współcześnie istniejącą cerkiew zbudowano w 1870 roku[6].
- Oziaty Małe (szlacheckie), będące od XVIII wieku własnością rodziny Wereszczaków[7].

Oziaty, D. Oziaty Wielkie, Fw. Oziaty Małe i Zasadniki zaznaczone są jako osobne skupiska ludzkie na mapie WIG z 1931 roku. W drugiej połowie XX wieku wszystkie te części zostały administracyjnie jedną wsią, a później agromiasteczkiem.
Julia Wereszczakówna (1856–1918), dziedziczka kilku wsi, m.in. Oziat, dwukrotnie wychodziła za mąż, dwukrotnie za Zadarnowskiego, najpierw za Walerego, następnie za jego brata, Jerzego. Po jej śmierci Oziaty odziedziczyła ich siostra Zofia Stebelska (1876–1940), która przekazała ten majątek w 1933 roku swej córce Marii Mohl (żonie Andrzeja Mohla, który zginął w 1940 roku w Katyniu). Zarówno Zofia jak i jej brat Kazimierz zmarli w 1940 roku w więzieniu w Kobryniu. Pozostali gospodarze zostali wywiezieni na Sybir.
W XVI wieku Oziaty leżały na terenie powiatu kobryńskiego województwa podlaskiego, od 1566 roku w województwie brzeskolitewskim Rzeczypospolitej. Po III rozbiorze Polski znalazły się na terenie powiatu kobryńskiego, należącego do guberni słonimskiej (1796), litewskiej (1797–1801), a później grodzieńskiej (1801–1915) Imperium Rosyjskiego. Po ustabilizowaniu się granicy polsko-radzieckiej w 1921 roku wieś wróciła do Polski, została siedzibą gminy Oziaty powiatu kobryńskiego województwa poleskiego, od 1945 roku – w ZSRR, od 1991 roku – na terenie Republiki Białorusi.
W latach 80. XIX wieku gmina Oziaty liczyła 925 osób. Przed 1939 rokiem dobra majątku zajmowały powierzchnię 600 ha.

## Dwór Wereszczaków

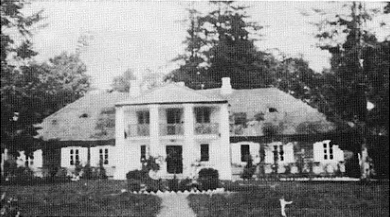
Dwór w Oziatach przed I wojną światową

Prawdopodobnie w drugiej połowie XVIII wieku Wereszczakowie (albo wcześniejsi właściciele) wybudowali tu modrzewiowy dwór. Był to parterowy dziewięcioosiowy dom wzniesiony na planie prostokąta, na wysokiej podmurówce. Środkowa trzyosiowa część była piętrowa, przed nią duży portyk w wielkim porządku z czterema kolumnami wspierającymi płaski trójkątny szczyt. Portyk był przedzielony szerokim balkonem. Od strony ogrodu wzdłuż całego domu ciągnęła się weranda obrośnięta dzikim winem.
Z cenniejszego wyposażenia domu należy wymienić pierwsze drezdeńskie wydanie Pana Tadeusza z 1834 roku.
Dom był otoczony niewielkim, ale pełnym starodrzewia, parkiem, w którym stały modrzewiowy spichlerz i modrzewiowa oficyna. W ogrodzie za domem płynął kanał otaczający malowniczą wysepkę. Jedna z alei prowadziła do modrzewiowej kapliczki domowej. Dalej był sad owocowy.
Dwór w Oziatach był obrabowany w czasie I wojny światowej, ale ocalał. Nie przetrwał II wojny światowej: został spalony w 1943 roku. Pozostały resztki parku.
Majątek w Oziatach jest opisany w 2. tomie Dziejów rezydencji na dawnych kresach Rzeczypospolitej Romana Aftanazego.